# Serpula (grzyb)

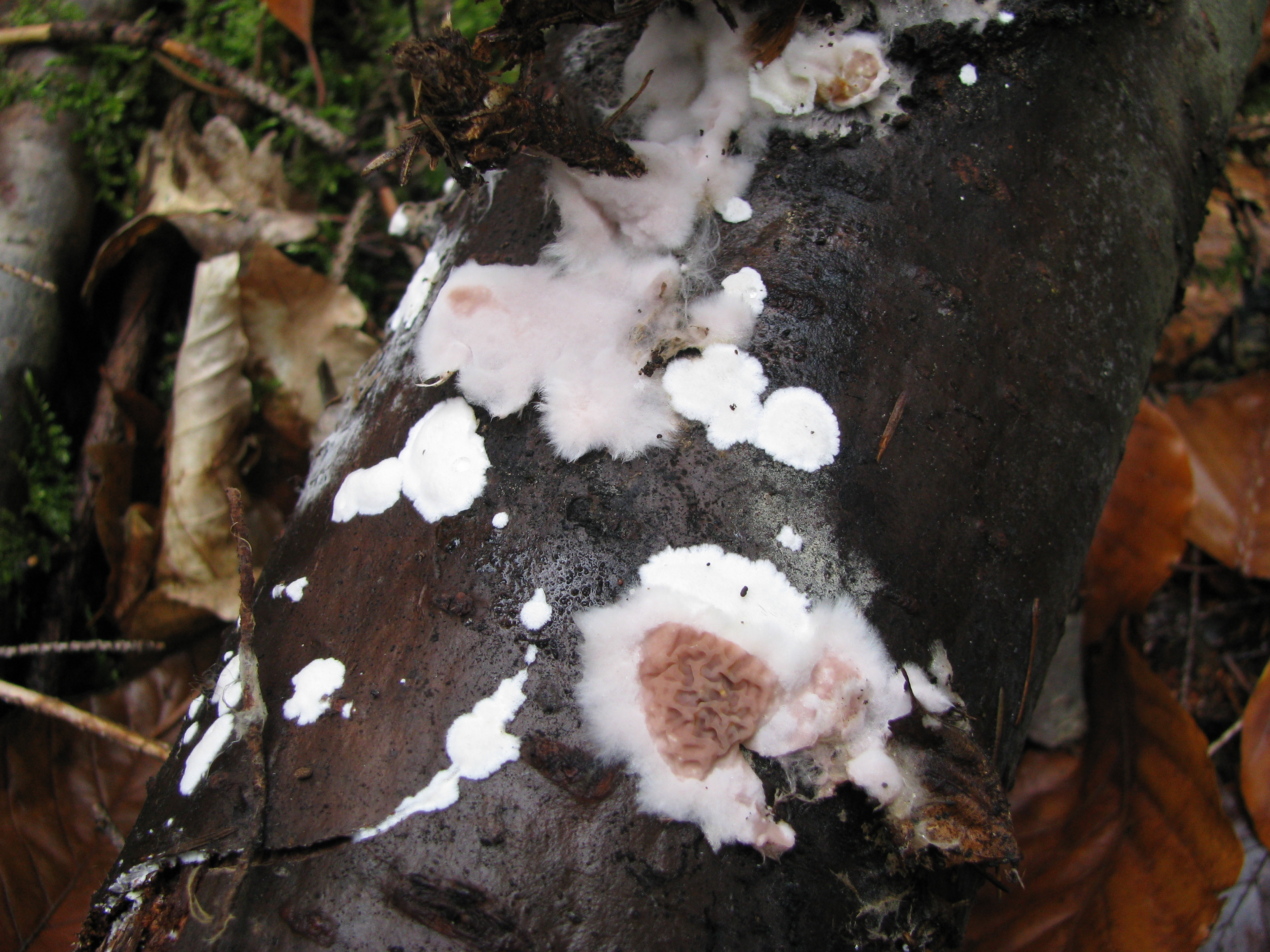
Stroczek leśny

Serpula (Pers.) Gray (stroczek) – rodzaj grzybów z rodziny stroczkowatych (Serpulaceae).

## Charakterystyka
Grzyby kortycjoidalne o owocniku rozpostartym, rozpostarto-odgiętym lub siedzącym, błoniastym, miękkim, łatwym do oddzielenia od podłoża. Hymenofor merulioidalny do poroidalnego, pomarańczowy do brązowawego lub z oliwkowymi odcieniami, brzeg strzępiasty. System strzępkowy dimityczny, strzępki polimorficzne, strzępki generatywne ze sprzążkami, strzępki szkieletowe obecne w kontekście, prawdziwe strzępki szkieletowe występują w ryzomorficznym brzegu. Cystyd brak, mogą występować cystydopodobne strzępki. Podstawki maczugowate, 4-sterygmowe, ze sprzążką bazalną. Bazydiospory elipsoidalne do jajowatych, gładkie, grubościenne (dwuwarstwowe), brązowawe, niedekstrynoidalne lub słabo dekstrynoidalne, cyjanofilne.
Serpula różni się od Leucogyrophana obecnością strzępek szkieletowych i większymi bazydiosporami. Serpula, Leucogyrophana, Coniophora i Hydnomerulius należą do rzędu borowikowców (Boletales) i są filogenetycznie blisko spokrewnione.

## Systematyka i nazewnictwo
Pozycja w klasyfikacji według Index Fungorum: Serpulaceae, Boletales, Agaricomycetidae, Agaricomycetes, Agaricomycotina, Basidiomycota, Fungi.
Polską nazwę nadał Władysław Wojewoda w 2003 r. W polskim piśmiennictwie mykologicznym należące do tego rodzaju gatunki opisywane były także jako drzewoniszcz. Synonimy nazwy naukowej: Gyrophana Pat., Gyrophora Pat., Merulius sect. Serpula Pers., Xylomyzon Pers., Xylophagus Link.
Gatunki występujące w Polsce:
- Serpula himantioides (Fr.) P. Karst. 1884 – stroczek leśny
- Serpula lacrymans (Wulfen) J. Schröt. 1885 – stroczek domowy

Nazwy naukowe na podstawie Index Fungorum. Nazwy polskie według Władysława Wojewody.